# I Robinson - Una famiglia spaziale
I Robinson - Una famiglia spaziale (Meet the Robinsons) è un film d'animazione del 2007 diretto da Stephen J. Anderson. È considerato il 47º Classico Disney secondo il canone ufficiale (il secondo realizzato con la tecnica della Computer Generated Imagery). Il film è liberamente ispirato al libro per bambini A Day with Wilbur Robinson di William Joyce.
In Italia venne distribuito nei cinema l'8 giugno 2007.

## Trama
Lewis è un ragazzino che è stato abbandonato da piccolo dalla madre nell'orfanotrofio diretto dalla signora Mildred, dove è rimasto fino all'età di 12 anni. Nonostante ciò, si è appassionato alla scienza ed è diventato un geniale piccolo inventore. Non riuscendo a trovare nessuno che voglia adottarlo, visto che tutte le famiglie che incontra non sembrano apprezzare molto la sua passione, Lewis costruisce uno "scanner mnemonico", ovvero un apparecchio in grado di recuperare e visualizzare i ricordi immagazzinati nella memoria, allo scopo di utilizzarlo su sé stesso per scoprire chi fosse la sua madre biologica e ricongiungersi con lei. Un giorno, mentre è ad un passo dal presentare la sua invenzione alla fiera della scienza scolastica, lo scanner gli viene però sabotato e rubato da un misterioso uomo che porta una bombetta, che se la svigna subito dopo aver provocato scompiglio.
Poco prima del disastro, Lewis aveva incontrato Wilbur Robinson, un ragazzo con un bizzarro ciuffo di capelli che si era presentato come un poliziotto venuto dal futuro e lo aveva messo in guardia dall'uomo con la bombetta; i due ragazzi si incontrano nuovamente sul tetto dell'orfanotrofio. Wilbur tenta di convincere Lewis a non rinunciare alla sua invenzione, ma Lewis non lo ascolta, perciò Wilbur gli dimostra la sua provenienza dal futuro, portandolo con una macchina del tempo nell'anno 2037, dopo aver ammesso di non essere un poliziotto.
Ben presto però, tra i due ragazzi scoppia un litigio mentre stanno viaggiando, perché Lewis considera inutile continuare a sviluppare la sua invenzione dato che Wilbur potrebbe portarlo dalla madre con la macchina del tempo; i due perdono il controllo della macchina, che si schianta al suolo. Wilbur conduce Lewis nel garage di casa sua, perché vuole che ripari il marchingegno, altrimenti verrebbe duramente punito dai genitori, ed in cambio gli promette che con la macchina lo porterà al giorno in cui fu abbandonato all'orfanotrofio, per scoprire l'identità della madre.
Ma prima di mettersi all'opera, Lewis esplora il garage e viene risucchiato da un tubo che lo trasporta al cospetto del nonno di Wilbur, Bud Robinson, che gli fa fare la conoscenza di tutti i membri della famiglia Robinson, tutti eccetto Cornelio, il padre di Wilbur, che è in viaggio per lavoro, come spesso avviene: Cornelio è un geniale scienziato e direttore d'azienda che ha ideato e costruito le uniche due macchine del tempo esistenti, una delle quali però è stata rubata dall'uomo con la bombetta.
Quest'ultimo, intanto, dopo aver rubato l'invenzione del ragazzo, cerca di spacciarla per sua all'ufficio brevetti della società InventCo; siccome non sa utilizzare l'apparecchio, la bombetta, che in realtà è un cappello altamente tecnologico di nome Doris, cerca di fargli leggere dei cartelli con scritto cosa dovrebbe dire e fare mentre svolazza fuori dalla finestra, ma il presidente della InventCo se ne accorge e chiude le tende. L'uomo non riesce a far funzionare lo scanner e provoca un disastro, venendo cacciato fuori dall'azienda in malo modo. A questo punto, l'uomo con la bombetta decide di andare alla ricerca di Lewis, per farsi spiegare una volta per tutte come si usa lo scanner.
Dopo un’avventurosa giornata passata a casa dei Robinson, Lewis è rimasto simpatico a tutti ed è sul punto di essere adottato dalla famiglia, ma Wilbur rivela a tutti la sua provenienza dal passato. A causa di ciò, Wilbur viene rimproverato e messo in punizione dalla famiglia, mentre Lewis è costretto ad andarsene e viene trovato dall'uomo con la bombetta, che gli chiede di riparare lo scanner e di spiegargli come si usa; in cambio, mentendo, gli promette che gli farà conoscere sua madre.
Lewis spiega quindi il funzionamento del macchinario all'uomo con la bombetta, il quale però, svelando l'imbroglio, lo imprigiona e gli racconta la sua vera storia: lui in realtà è Mike Yagoobian detto "Grufolo", il vecchio compagno di stanza di Lewis all'orfanotrofio, ed è ritornato dal futuro al giorno della Fiera della Scienza per vendicarsi di lui per invidia, dopo che un giorno, dopo aver perso una partita di baseball per colpa di Lewis (essendosi addormentato in campo dopo aver passato una notte insonne a causa del rumore che Lewis faceva lavorando alla sua invenzione), ha giurato vendetta allo stesso, mentre Doris è un'invenzione di Cornelio (in realtà Lewis da adulto), la quale si ribellò al suo creatore, il quale tentò di disattivarla ma senza successo.
Mentre Mike fugge con l'invenzione, Lewis viene inizialmente salvato da Wilbur e da Carl, il robot dei Robinson, ma poco dopo Carl viene distrutto da Doris, e dato che nel passato Mike è riuscito a far passare per sua l'invenzione che ha rubato, il futuro inizia a cambiare di conseguenza e Wilbur sparisce, perché è Mike ad essere stato apprezzato per l'invenzione e non Lewis. Il futuro che si crea però, è comandato da Doris, che si è servita di Mike per poter essere prodotta in serie per poi ucciderlo e ottenere il dominio assoluto del mondo insieme alle sue simili.
Nonostante la strenua resistenza, Lewis riesce a riparare la macchina del tempo, per poi usarla immediatamente per tornare al giorno in cui Mike sta brevettando lo scanner. Lewis dichiara davanti a Doris che, da adulto, non la inventerà mai: in questo modo, la bombetta robotica scompare una volta per tutte, il futuro ritorna come prima, Wilbur e Carl riappaiono e Mike, dopo che Lewis gli ha mostrato come il mondo cambierebbe se Doris prendesse il controllo, smette di essere cattivo. Finalmente, Lewis incontra  sé stesso da adulto, che gli spiega che si divertirà sempre e che non deve mai arrendersi e lasciare perdere ciò che fa, ma "andare sempre avanti"; dopodiché Lewis torna nel passato con Wilbur, che lo riporta alla scena del suo abbandono da parte della madre, della quale però Lewis rifiuta di scoprire l'identità, perché ha imparato che non deve fissarsi sul passato ma puntare al futuro.
Tornato nel presente, Lewis si reca al campo di baseball e sveglia l'assonnato Mike, facendogli prendere la palla decisiva: in questo modo, Mike sarà felice per la vittoria, troverà una famiglia che lo adotterà e nel futuro non diventerà il crudele uomo con la bombetta. Una volta tornato alla Fiera della Scienza, Lewis mostra lo scanner mnemonico ai giudici, che stavolta lo testano con successo e lo nominano vincitore; sopraggiunge anche un giornalista che intende dedicare al ragazzo un articolo sul giornale locale. Lewis fa amicizia con la sua futura moglie Franny, poco prima di venire adottato da coloro che aveva conosciuto nel futuro come i nonni paterni di Wilbur, ancora giovani, e va a vivere con loro.
Alla fine del film, poco prima dei titoli di coda, viene visualizzata una celebre frase di Walt Disney, da cui prendono ispirazione lo spirito e il messaggio di fondo della pellicola:

## Personaggi
- Lewis / Cornelio Robinson: il protagonista del film, fu lasciato dalla madre sulla porta di un orfanotrofio ancora in fasce. Ha 12 anni è un ragazzo coraggioso e intelligente. La sua smisurata passione per le invenzioni e per il mondo scientifico sembra essere di ostacolo alla possibilità che venga adottato. Allo scopo di scoprire chi fosse la sua vera madre, che nessuno sembra conoscere, e ricongiungersi con lei, progetta e costruisce uno "scanner mnemonico", ovvero un dispositivo in grado di sondare la mente e far rivedere i ricordi. Con questa invenzione partecipa alla fiera della scienza della scuola, dove incontrerà il suo futuro figlio Wilbur e verrà sabotato dall'uomo con la bombetta. In seguito viaggerà nel futuro e, oltre a scoprire che diventerà un geniale inventore e costruirà le uniche due macchine del tempo esistenti, riesce a modificare gli eventi in modo tale che l'uomo con la bombetta non possa mettere in atto i suoi piani diabolici.
- Wilbur Robinson: un ragazzo con un ciuffo in fronte, affascinante, arrogante e superbo, ma allo stesso tempo sveglio, coraggioso e dal cuore d'oro. Si presenta a Lewis durante la fiera della scienza come un detective proveniente dal futuro, con lo scopo di fermare l'Uomo con la bombetta. Si scopre poi che non è un vero detective ma proviene davvero dal futuro, nel quale è il figlio di Lewis stesso, a cui l'Uomo con la bombetta ha rubato una delle due macchine del tempo che ha realizzato.
- Mike "Grufolo" Yagoobian / L'uomo con la bombetta: l'antagonista principale del film, da bambino è il gentile, timido e solitario compagno di stanza di Lewis, che ha come unico interesse il baseball, mentre da adulto inizialmente diventa un uomo cinico, crudele e sarcastico, ma anche piuttosto ottuso, maldestro e pasticcione. Sempre da adulto, possiede una bombetta molto tecnologica di nome DOR-15, nota come Doris, decisamente più astuta, pericolosa e capace di lui, che gli fa da mente e da guida. Mike e Doris si sono alleati ed hanno viaggiato dal futuro al periodo in cui Lewis è un ragazzo perché erano entrambi desiderosi di vendetta verso di lui: Mike per aver visto la propria vita rovinata da Lewis quando, facendo molto rumore lavorando alla sua invenzione, gli ha fatto passare una notte insonne e, il giorno dopo, gli ha fatto perdere un'importante partita di baseball addormentandosi in campo e mancando la palla decisiva (l'essere cresciuto provando rabbia per tale evento è il motivo per cui da bambino non ha mai trovato nessuno che volesse adottarlo e da adulto è diventato così cattivo) e Doris per essere stata disattivata da Lewis (riattivandosi poi da sola), che l'aveva inventata, siccome si era ribellata. Inizialmente Mike riesce a rovinare Lewis sabotando la sua invenzione, tuttavia Doris inizia a sfruttarlo per essere prodotta in serie per poi eliminarlo e prendere il controllo del mondo del futuro insieme alle sue simili. Per fortuna, Lewis riesce a riportare il flusso temporale alle condizioni iniziali (gli basta convincersi che non inventerà mai Doris ed affermare ciò per farla sparire per sempre) e, dopo essere tornato dal futuro, sveglia Mike in campo, in modo tale che egli possa afferrare la palla decisiva e, colmo della felicità per la vittoria, non crescerà tormentato dal rancore, non diventerà crudele e troverà finalmente una famiglia che lo adotterà.
- Franny Robinson: è la madre di Wilbur e moglie di Lewis / Cornelio. Da adulta è una donna solare e premurosa, anche se giustamente autoritaria con il figlio, mentre da ragazzina è molto competitiva, risoluta e molto brava nel karate, anche se simpatica. Dimostra sempre un'accesa rivalità con suo fratello Gaston, anche se i due, in realtà, si vogliono molto bene. Addestra delle rane a cantare e suonare, dato che ha scoperto che le rane hanno un grande orecchio musicale (e quando parlava di ciò da ragazzina veniva creduta matta da tutti tranne che da Lewis, e i due si innamorarono proprio per questo motivo); la sua preferita è un simpatico ranocchio di nome Franky.
- Carl: è il robot domestico dei Robinson, realizzato dal padre di Wilbur. È un robot simpatico e spiritoso che è in grado di svolgere diversi compiti domestici, anche se non sembra essere molto sveglio e intelligente. Aiuterà Lewis e Wilbur a sconfiggere l'uomo con la bombetta; inizialmente l'uomo con la bombetta lo distrugge per impedirgli di salvare Lewis, ma alla fine, una volta che il futuro viene riportato al suo stato originario da Lewis, riappare perfettamente funzionante.
- Bud Robinson: è il marito della dottoressa Lucille Krunklehorn, che fa parte della giuria della Fiera della Scienza a cui Lewis presenta la sua invenzione. È un uomo bizzarro e simpatico, che è solito indossare i vestiti al contrario. Da giovane, insieme alla moglie, adotta Lewis e lo rinomina Cornelio; ciò lo porterà a diventare, da anziano, il nonno di Wilbur. Ama la sua famiglia, in particolare sua moglie, sebbene spesso li metta in imbarazzo per colpa della sua stravaganza. Anche lui dichiara di essere un inventore, come il figlio; in realtà è molto maldestro e le poche sue "invenzioni" che si vedono nel film sono tutte inutili e non funzionanti.

## Produzione
Già negli anni '90 la Disney voleva adattare il libro per bambini di William Joyce, ma solo nel 2003 venne annunciato un film che si sarebbe intitolato appunto A Day with Wilbur Robinson, previsto per il 2006. Quando nel 2004 iniziarono i lavori al film, Steve Anderson venne messo alla regia a causa del fatto che sentiva di avere un forte legame con il protagonista Lewis, visto che la tematica dell'adozione lo riguardava parecchio.
Lo studio voleva adattare lo stile di Joyce, ma a causa del suo coinvolgimento nel film della Blue Sky Studios Robots, lo stile è stato rielaborato. Pur prendendo spunto dal suo stile retrò, influenzato da tutto, dai film in Technicolor al design architettonico degli anni '40, la società si è ispirata fortemente alla Apple. Se nel primo Classico Disney in CGI (Chicken Little) la Disney ha dovuto animare animali antropomorfi al computer, stavolta hanno dovuto animare esseri umani. I personaggi sono ispirati soprattutto ai personaggi del film Gli Incredibili. Hanno anche preso ispirazione da vecchi Classici Disney come Cenerentola, Alice nel Paese delle Meraviglie o Peter Pan e dai cartoni Warner Bros. per richiamare lo stile anni '50.
Nel Gennaio 2006, quando la Disney acquisì la Pixar Animation Studios, John Lasseter - il fondatore e direttore creativo della suddetta casa produttrice - venne messo a capo della Walt Disney Feature Animation e proprio lui la ribattezzò Walt Disney Animation Studios. Quando ha visto la versione originale del film - che era quasi pronto - Lasseter volle cambiare tutto, perché riteneva che il cattivo non fosse abbastanza convincente. 10 mesi dopo, circa il 70% del film era stato cambiato: il cattivo era migliorato, gli era stato aggiunto un aiutante (Doris), è stata aggiunta la scena con l'inseguimento di Tiny il T-Rex ed era stato messo un nuovo finale.
Inizialmente il doppiatore di Michael "Grufolo" Yagoobian/Uomo con la bombetta avrebbe dovuto essere Jim Carrey, che declinò in quanto impegnato nel film Number 23.

## Colonna sonora
La colonna sonora del film è "Kids of the Future" dei Jonas Brothers, inclusa nell'album Jonas Brothers nella ristampa deluxe.

## Distribuzione

### Edizione Italiana
- Al doppiaggio italiano hanno partecipato i conduttori televisivi Giovanni Muciaccia e Carlo Conti, rispettivamente nei ruoli di Cornelio Robinson e dello Zio Art, il giornalista Tiberio Timperi nel ruolo dello Zio Gaston e l'allenatore di calcio Serse Cosmi nel ruolo del Coach.[3]
- Nella scena originale della presentazione della famiglia Robinson, Wilbur dice che suo padre Cornelio assomiglia a Tom Selleck, doppiatore nel personaggio nella versione originale. Nella versione italiana, Wilbur dice invece che Cornelio assomiglia a Giovanni Muciaccia, ovvero il doppiatore di Cornelio nel film italiano; quando si vedono i quadri di famiglia, in luogo dell'immagine di Cornelio, nella versione inglese compare una foto di Selleck, in quella italiana una di Muciaccia.[3]
- In questo film esordisce al doppiaggio Edoardo Miriantini come voce del personaggio di Grufolo, dopo aver vinto con un concorso pubblico lanciato dalla Walt Disney Italia in collaborazione con Repubblica.it, il canale satellitare Jetix e il periodico Topolino.[3]

## Accoglienza

### Incassi
Il film ha incassato 169 milioni di dollari in tutto il mondo a fronte di un budget di ben 150 milioni e rivelandosi un flop.

### Critica
Il film è stato accolto in modo positivo dalla critica. Sul sito Rotten Tomatoes il film riporta un voto del 68% basato su 141 recensioni, e con il consenso dei critici: "I Robinson - Una famiglia spaziale è un prodotto d'animazione di grande impatto visivo, caratterizzato da una storia divertente, profonda e toccante". Su Metacritic ha ricevuto un punteggio ponderato di 62 su 100 basato su 27 critiche, indicando "recensioni generalmente favorevoli".

## Curiosità
- In una scena del film (quando per la prima volta Lewis e Wilbur vanno nel futuro) si possono distinguere alcune attrazioni dei parchi Disney, quali "Space mountain" e "Astro Orbitor".
- È il primo Classico Disney ad usare il logo dei Walt Disney Animation Studios con la scena di Steamboat Willie.
- Tiny il t-rex compare anche in una scena del film Ralph Spaccatutto, nella stazione centrale dei videogiochi.
- Quando Lewis viene adottato dai signori Robinson, la famiglia acquista e si stabilisce a vivere in un ex osservatorio chiamato "Anderson", citazione al regista del film.
- La scena di Lewis che perde il foglio con il vento riprende la scena di Bianca e Bernie nella terra dei canguri in cui Cody perde con il vento la piuma di Marahute.